# 1912-es argentin labdarúgó-bajnokság (első osztály)
Az 1912-es Primera División volt a 21. alkalommal megrendezett, legmagasabb szintű labdarúgó-bajnokság Argentínában.
A címvédő az Alumni volt. A bajnokság két csoportból állt, az első csoport győztese a Quilmes, míg a másodiké a Porteño csapata, mindkét klub a bajnokság történetében először nyert trófeát.

## Asociación Argentina de Football – Copa Campeonato (1. csoport)
Számos korábbi Alumni játékos (egy évvel később megszűnik a klub) csatlakozott a Quilmes csapatához, amely így meg tudta nyerni a bajnokságot.
| Hely. | Csapat           | M  | Gy | D | V | G+ | G– | Gk  | P  | Továbbjutás vagy kiesés |
| ----- | ---------------- | -- | -- | - | - | -- | -- | --- | -- | ----------------------- |
| 1.    | Quilmes (B)      | 10 | 7  | 1 | 2 | 24 | 8  | +16 | 15 | Bajnokcsapat            |
| 2.    | San Isidro       | 9  | 5  | 1 | 3 | 16 | 22 | −6  | 11 |                         |
| 3.    | Racing Club      | 10 | 4  | 2 | 4 | 24 | 16 | +8  | 10 |                         |
| 4.    | Estudiantes (BA) | 9  | 4  | 0 | 5 | 15 | 18 | −3  | 8  |                         |
| 5.    | Belgrano         | 10 | 3  | 1 | 6 | 20 | 20 | 0   | 7  |                         |
| 6.    | River Plate      | 10 | 3  | 1 | 6 | 8  | 23 | −15 | 7  |                         |

## Federación Argentina de Football (2. csoport)
1912 júliusában a Gimnasia y Esgrima (BA) csapata kivált az argentin labdarúgó-szövetségből és megalapította az argentin labdarúgó-föderációt (1912–14) Ricardo Aldao elnökségével. Az újonnan feljutó csapatok (Porteño és Estudiantes (LP)) az új ligához csatlakoztak, több korábbi klub mellett.
A liga a 3 disszidens klubból (Gimnasia y Esgrima (BA), Porteño és Estudiantes (LP)), a 4 másodosztályból feljutóból, illetve egy újonnan alapult (Sociedad Sportiva Argentina) csapatból állt.
| Hely. | Csapat                      | M  | Gy | D | V  | G+ | G– | Gk  | P  | Továbbjutás vagy kiesés |
| ----- | --------------------------- | -- | -- | - | -- | -- | -- | --- | -- | ----------------------- |
| 1.    | Independiente (F)           | 14 | 9  | 2 | 3  | 33 | 12 | +21 | 20 | Rájátszás               |
| 2.    | Porteño (B)                 | 14 | 8  | 4 | 2  | 24 | 10 | +14 | 20 | Rájátszás               |
| 3.    | Estudiantes (LP) (F)        | 14 | 8  | 3 | 3  | 23 | 14 | +9  | 19 |                         |
| 4.    | Gimnasia y Esgrima (BA)     | 14 | 7  | 4 | 3  | 26 | 18 | +8  | 18 |                         |
| 5.    | Argentino (Q) (F)           | 14 | 7  | 3 | 4  | 34 | 27 | +7  | 17 |                         |
| 6.    | Atlanta (F)                 | 14 | 6  | 0 | 8  | 24 | 28 | −4  | 12 |                         |
| 7.    | Kimberley (F)               | 14 | 2  | 2 | 10 | 17 | 48 | −31 | 6  |                         |
| 8.    | Sociedad Sportiva Argentina | 14 | 0  | 0 | 14 | 6  | 30 | −24 | 0  |                         |

- Az Independiente csapatának nagyobb gólkülönbsége volt, így ők kaphatták volna meg a bajnoki címet, ám ők a pontegyenlőségre és a kritikák megelőzésére a klub felajánlotta a Porteñonak a rájátszást.

### Rájátszás
| Dátum        | 1. csapat | Eredmény | 2. csapat     | Helyszín                   |
| ------------ | --------- | -------- | ------------- | -------------------------- |
| december 23. | Porteño   | 1–1      | Independiente | Estadio GEBA, Buenos Aires |

| 1912. december 23. |

| Porteño                | 1–1 | Independiente |
| ---------------------- | --- | ------------- |
| Rithner 40' (11-esből) |     | Lloveras 2'   |

| Estadio GEBA, Buenos Aires |

A Porteño csapatát hirdették ki győztesként, mivel az Independiente játékosai lesétáltak a pályáról.